# Беркович, Ицхак Дов
Ицхак Дов Беркович (1885, Слуцк, Минская губерния — 1967, Тель-Авив) — еврейский писатель и переводчик.
Автор переводов Шолом-Алейхема, А. Чехова и Л. Толстого на иврит.

## Биография
Родился в 1885 году в г. Слуцке в семье Зелига Азриэля Берковича — владельца небольшой мастерской по чистке и окраске одежды и Двоси Хинич (по другим источникам Ривин). Брат — Хайман Хонон, американский лингвист, филолог, переводчик, исследователь творчества Бенито Перес Гальдоса.
С 1909 года жил в Варшаве, где редактировал литературный обзор в журнале «Ди найе велт».
С 1914 года — в США. Редактор еженедельной газеты и журнала на идише.
С 1928 года — в Эрец-Исраэль. В 1934 году театр Габима ставит на сцене его драму драма «Ото ве-эт бно» («Его и его сына», 1928).
Жена — Эстер, дочь Шолом-Алейхема. Беркович — основатель музея Шолом-Алейхема в Тель-Авиве.

## Награды
- Лауреат Премии Израиля (1958), премий Шаула Черниховского (1944, 1955) и Хаима-Нахмана Бялика (1953).

## Произведения
- Классики еврейской литературы в жизни, 1-5 тт., с 1933 года[4]